# Running on Faith
Running on Faith — студийный альбом американской певицы и пианистки Дайан Шуур, записанный при участии саксофониста и сопродюсера Эрни Уоттса. Релиз состоялся 8 мая 2020 года на лейбле Jazzheads.

## Отзывы критиков
| Оценки критиков             | Оценки критиков |
| Источник                    | Оценка          |
| --------------------------- | --------------- |
| All About Jazz              | [ 1 ]           |
| AllMusic                    | [ 2 ]           |
| Contemporary Fusion Reviews | [ 3 ]           |
| Jazzwise                    | [ 4 ]           |
| Jazz Journal                | [ 5 ]           |
| Take Effect                 | 8/10            |

C. Майкл Бейли из журнала All About Jazz заявил, что Дидлс возвращается, придавая своей музыке современный блеск и углубляясь в близкие ей песни, а также с легкостью включая в свой репертуар несколько довольно неожиданных композиций. Он с радостью отметил, что Дидлс продолжает оставаться важной фигурой в мире джаза. Мэтт Коллар в обзоре для AllMusic написал, что виртуозная певица предлагает эмоциональные интерпретации некоторых из своих любимых песен в жанрах джаз, соул и классический рок, придавая им заразительную радость, свой теплый и дружелюбный стиль. Джим Хайнс из журнала Glide после прослушивания альбома заявил, что неудивительно, что Шуур выиграла две премии «Грэмми» и что к настоящему времени является живой легендой, доказательства чему есть прямо здесь. Рецензент Jazz Weekly Джордж У. Харрис отметил, что изящество отражено в альбоме во многих отношениях. Джон Уотсон из Jazz Journal поставил альбому две звезды написал: «Многие поклонники Дидлс будут рады её возвращению к записи, хотя некоторые — как я — возможно, сохранят наше величайшее уважение к её более ранним работам». В издании Take Effect отметили, что Шуур звучит так же богато и неповторимо, как и всегда, ловко переходя от одного трека к другому с помощью Эрни Уоттса и Брюса Летта, что привело к ещё одному фантастическому прослушиванию в её обширном каталоге работ.

## Список композиций
1. «Walking on a Tightrope» (Перси Мэйфилд) — 4:25
2. «The Danger Zone» (Перси Мэйфилд) — 4:52
3. «All Blues» (Майлз Дэвис) — 4:38
4. «Something So Right» (Пол Саймон) — 5:52
5. «Let It Be» (Джон Леннон, Пол Маккартни) — 7:15
6. «The Sun Will Shine on You» (Джефф Линн) — 5:31
7. «Everybody Looks Good at the Starting Line» (Билли Мэддокс, Пол Торн) — 6:51
8. «There Is Always One More Time» (Кен Хёрш, Джером Помус) — 4:59
9. «Chicken» (Пи Ви Эллис) — 6:17
10. «This Bitter Earth» (Клайд Отис) — 3:30
11. «Running on Faith» (Джерри Линн Уильямс) — 4:38
12. «Way Over Younder» (Кэрол Кинг) — 4:21
13. «Swing Low Sweet Chariot» (народная) — 3:34

## Участники записи
- Акустическая бас-гитара — Брюс Летт
- Вокал, фортепиано — Дайан Шуур
- Гитара — Том Ротелла
- Тенор-тромбон, сопрано-саксофон — Эрни Уоттс
- Труба, флюгельгорн — Кай Палмер
- Ударные — Кендалл Кей